# Gianni Drudi
Gianni Drudi (Santarcangelo di Romagna, 17 novembre 1961) è un cantautore italiano.
La sua carriera artistica inizia a metà degli anni ottanta  quando incide il suo primo singolo dal titolo Come stai e partecipa alla trasmissione Discoinverno in onda su Rai 2. In seguito è ospite del  Girofestival su Rai 3 e la sua canzone La Pantera viene usata come sigla della trasmissione per venti puntate. Sempre su Rai 3 partecipa come ospite al programma televisivo Jeans Due condotto da Fabio Fazio, presentando il brano Roma di notte.
Nel novembre 1991 è oggetto della satira della Gialappa's Band nella trasmissione Mai dire TV di Italia 1, in cui spesso veniva riproposta la canzone Fiky Fiky, prendendola direttamente da esibizioni messe in onda da Telemare. Nel corso del 1992 partecipa a diverse trasmissioni televisive, tra le quali Superclassifica Show, Maurizio Costanzo Show,  Bella estate e Mai dire gol. Per l'etichetta Ricordi International incide l'album Il goliardico Drudi e inizia la collaborazione con il paroliere Luciano Beretta, autore di testi anche per Adriano Celentano, realizzando brani sempre sul filo del doppio senso, quali Com'è bello lavarsi, Tiramisù la banana col bacio e  L'uccello.
Gianni Drudi compone e canta in seguito una serie di brani di carattere leggero, tra cui il ballo di gruppo che s'intitola Il ballo del pinguino, Facciamo baracca, Agguanta la mela, Dogy Dance e La tana del re. Incide poi Il ritorno del grillo parlante, che contiene tra l'altro il brano Addio Summertime, composta insieme a Bobby Solo, e Macaregna che carogna, interpretata insieme al cantante sardo Benito Urgu.
Seguono poi nel 2006 l'album Double-face, che contiene il brano Hasta luego Santiago utilizzato nella colonna sonora del film Vita smeralda di Jerry Calà.
Dallo stesso anno inizia una lunga collaborazione con Gianni Turco, con la conduzione di MilleVoci.
Nel 2009 l'album Vacanze alternative con Omar Lambertini. Nel 2011 incide un brano con i Rumatera dal titolo Mi piace la foca. Dal 2006 ad oggi partecipa, anche in veste di conduttore, al programma televisivo MilleVoci, di Gianni Turco, esibendosi con il suo rinnovato repertorio.
Nel 2022 scrive e compone Scappa con me per la cantante Rossella Di Pierro.
Nel triennio 2023/2025 collabora con Max Fogli e Alain Deejay, nei singoli estivi Canto Tribale, Maledetta Riviera, e Voglio tornare al Mare, quest'ultimo scelto e consacrato dalla storica compilation "Hit mania dance".

## Discografia

### Album in studio/Raccolte
- 1990 – Lupo (Musica Solare – MS101)
- 1992 – C'è chi cucca chi no! (Dig It International – DLP 10055)
- 1993 – Il goliardico Drudi!!! (Ricordi International – CDSNIR 25149)
- 1992 – Fiky Fiky... ed altre storie
- 1997 – Il ritorno del grillo parlante (Baccano – BEM 010/2)
- 1997 – Gianni Drudi (D.V. More Record – CD DV 6182)
- 1997 – Fiky Fiky (Fuego – PCD 2075)
- 1998 – La danza del culetto (D.V. More Record – CD DV 6197)
- 1998 – Bella pompa
- 1999 – Superdance compilation (D.V. More Record – CD DV 6345)
- 2001 – Ping Pong (Edizioni Musicali Pianoforte – PI0010)
- 2003 – La freccia dei due mari
- 2003 – Estate loca (Itwhy – IT CD 61)
- 2006 – Successi
- 2006 – Double - Face (Itwhy – IT CD 175)
- 2009 – Vacanze alternative
- 2010 – Prendi la pecora
- 2012 – Morale della favola
- 2012 – Mega Summer Compilation Vol. 5
- 2013 – Cocomero e panna compilation (Baracca Edizioni Musicali, BAR1030)
- 2013 – Mi manca l'anima (Gianni Drudi & Omar Lambertini)
- 2014 – Summer Compilation: Manovalanza
- 2016 – Arriba la noche Compilation
- 2017 – Kubalibre compilation
- 2017 – Baila la vida compilation
- 2018 – Peccati non ne ho (Baracca Edizioni Musicali, BAR 1064)
- 2018 – Fiky fiky compilation 3.0
- 2019 – Ubriaco di te

### Singoli
- 1983 – Ma quale dignità/Come stai (Alidisco – DR 1983)
- 1983 – Armonia (Harmoniaa)/Non dovrei (Micia Record – M00283)
- 1985 – La prima donna/Amici miei (Alidisco – AL - 002)
- 1987 – La pantera/Roma di notte (Pianoforte - P.I. 002)
- 1988 – Fiky-Fiky/La pantera (Pianoforte - P.I. 004)
- 1992 – Fiky Fiky (Dig It International – DMX 10039)
- 1992 – Ma che c...o dici (Dig It International – DMX 10087)
- 1993 – Come è bello lavarsi!/Fiky Fiky (Flying Records – FIT 008)
- 1994 – Non c'è spiaggia che tenga/Mr. Bagnino (F.M.A. – FM 1008 MX)
- 2010 – Il ballo del portiere (MoltoPop – MPP025)
- 2019 - Tanta roba   con Alberto Lagomarsini
- xxxx – L'estate che scotta (Sounds Good – SM 003)
- xxxx – Come stai/Ma quale dignità (Emme –0
- 2023 - Canto Tribale con Max Fogli e Alain Deejay
- 2024 - Maledetta Riviera con Max Fogli, Alain Deejay e Sara6
- 2025 - Voglio Tornare al Mare con Alain Deejay e Max Fogli

### Apparizioni
- 1992 – Fiky - Fiky Compilation (Dig-It – DLP 10050) con il brano Fiky Fiky
- 1993 – Mai Dire Compilation! (Dig It International – DLP 10120) con il brano Mai dire TV
- 1993 – Dance Italia (Baur Music Production – BMCD 50893) con il brano Fiky Fiky
- 1996 – Dance Hits (Baur Music Production – BMCD 51213) con il brano Fiky Fiky
- 1998 – Lambretta Compilation (Cdmusic Entertainment s.r.l. – FCD 2166) con i brani Il ballo del cammello e La pantera
- 1998 – Balla che ti passa 2 (D.V. More Record – CDDV 6215) con il brano Fiky Fiky
- 1999 – Balla che ti passa Compilation 3 (D.V. More Record – CDDV 6330) con il brano Il ballo del pinguino
- 1999 – Italian Meteore Compilation (D.V. More Record – CDDV 6324) con il brano Fiky Fiky
- 2000 – Best of Italo Hits (Baur Music Production – BMCD 51213) con il brano Fiky Fiky
- 2003 – Balla che ti passa contro il logorio della vita moderna (Disco Più – 3001974) con il brano Il ballo del pinguino
- 2004 – Discoitalia Compilation 2 (Do It Yourself Entertainment Strategic Marketing – DSM 404) con il brano Fiky Fiky
- 2004 – Anvedi come bballa a compilescion de Nando (Linea srl – MPCD 019) con il brano Fiky Fiky
- 2004 – Eccezziunale Compilation (Universal – 981 944-9) con il brano Fiky Fiky
- 2004 – Italianissima Vol. 3 (Do It Yourself Entertainment Strategic Marketing – DSM 541) con il brano Fiky Fiky
- 2005 – Summer Hit Compilation 2005 (Itwhy – IT CD 130) come Drudi, con il brano La Singamarashuda
- 2005 – Triccaballac Compilation (Itwhy – IT CD 174) con il brano Garbino
- 2006 – Ciapa la galeina Compilation (Itwhy – IT CD 206) con i brani Ciapa la galeina, Fiky Fiky, Garbino, Il gallo della riviera e Africa Salamelek
- 2007 – Ridere ballando! La musica che ti fa divertire! (Galletti-Boston – GBCD 8107) con il brano Faccela vedé
- 2008 Jambe' (Siamo il massimo) (Agos – CD/13408) con il brano Jambe' (Siamo il massimo)
- 2010 – Sempre a galla! (Agos – CD/31510) con i brani Sempre a galla, Caffè caffè, Acqua Gym e Guaranà
- 2011 – Megasummer Compilation Vol. 4 (Baracca Edizioni Musicali) con i brani Non c'è crisi (per la donna), Mi piace la foca, La mia strega e La tunga
- 2011 – Summer Party (Itwhy – IT CD 330) con il brano Facciamo Bunga Bunga
- 2011 – La grande V EP dei Rumatera (Boogie di Russo Daniele – BG004) con il brano Mi piace la foca
- 2011 – La nuova idea (Agos – CD/44411) con i brani Nino il bagnino e Ridi ridi
- 2012 – Nossa Nossa Brasileira Compilation (Itwhy – ITGOLD 108)con i brani Nino il bagnino e Ridi ridi
- 2013 – Cocomero e panna Compilation (Baracca Edizioni Musicali – BAR1030) con i brani Cocomero e panna (Il ballo del cocomero), A quel paese, Ci vuole il grano, La castagna, Ancora insieme, Occhi di tigre e Me gusta la prugna
- 2014 – El trucandero (Agos – CD78614) con i brani El trucandero, Gallo Dance, Acqua Gym, Guaranà e Caffè caffè
- 2014 – Ma... che sfiga! (Agos – CD69013) con il brano Ma che sfigaIl gallo della riviera e Bunga Bunga
- 2018 – Hit Mania Estate 2018 con Dj Osso, Dj Eddy Rox e Paky (Hit Mania – WKM462/Box) con il brano Fiky Fiky
- 2021 – Pro Latino 146 (DMC – DMCPL146) con il brano La patatina
- xxxx – Summertime Trash con i brani Mr. Bagnino e Fiky fiky